# Ethel Muckelt
Ethel M. Muckelt, född 30 maj 1885 i Moss Side, Lancashire, död 13 december 1953 i Altrincham, Cheshire, var en brittisk konståkare som bland annat tog ett olympiskt brons i Chamonix 1924. Hon deltog även i Antwerpen 1920 (femte plats) i par med Sydney Wallwork samt i Chamonix 1924 (fjärde plats) och Sankt Moritz 1928 (sjunde plats) i par med John Page. Utöver de olympiska meriterna kom hon tvåa i världsmästerskapen i konståkning 1924.